# Majid Musisi
Majid Musisi Mukiibi (ur. 15 września 1967 w Kampali  – zm. 13 grudnia 2005 tamże) – piłkarz ugandyjski grający na pozycji napastnika.

## Kariera klubowa
Karierę piłkarską Musisi rozpoczynał w klubach Mulago FC i Pepsi FC. W 1985 roku przeszedł do Villa SC. Wtedy też awansował do kadry pierwszego zespołu i w tamtym roku zadebiutował w nim w lidze ugandyjskiej. W Villa SC grał do 1992 roku. Z klubem tym trzykrotnie wywalczył tytuł mistrza Ugandy w latach 1987, 1990 i 1992. Zdobył też trzy Puchary Ugandy (1986, 1988, 1989) i wygrał CECAFA Clubs Cup w 1987 roku.
W 1992 roku Musisi przeszedł do francuskiego Stade Rennais. W drugiej lidze francuskiej zadebiutował 8 sierpnia 1992 w wygranym 2:1 wyjazdowym meczu z FC Gueugnon. W 1994 roku awansował z Rennes do pierwszej ligi.
Latem 1994 Musisi został zawodnikiem tureckiego Bursasporu. W tureckiej lidze zadebiutował 14 sierpnia 1994 w wygranym 5:2 domowym meczu z Petrolofisi SK. W Bursasporze grał do końca 1996 roku.
Na początku 1997 roku Musisi zmienił klub i został zawodnikiem innego tureckiego pierwszoligowca, Çanakkale Dardanelspor. Swój debiut w nim zanotował 18 stycznia 1997 przeciwko Gençlerbirliği (1:3) i w debiucie zdobył gola. W sezonie 1998/1999 spadł z Çanakkale Dardanelspor do 1. Lig.
W 1999 roku Musisi wrócił do Villa SC. W latach 1999–2001 trzykrotnie z rzędu był mistrzem kraju. W 2000 roku zdobył też krajowy puchar. W 2002 roku wyjechał do Wietnamu i przez 2,5 roku grał w tamtejszym klubie Đà Nẵng FC. W latach 2004–2005 ponownie grał w ojczyźnie, w zespole Ggaba United, w którym zakończył karierę.
13 grudnia 2005 roku Musisi zmarł w szpitalu w Kampali po długiej chorobie.
| Sezon   | Klub                   | Kraj    | Rozgrywki      | Mecze | Bramki |
| ------- | ---------------------- | ------- | -------------- | ----- | ------ |
| 1985    | Villa SC               | Uganda  | Premier League | ?     | ?      |
| 1986    | Villa SC               | Uganda  | Premier League | ?     | ?      |
| 1987    | Villa SC               | Uganda  | Premier League | ?     | ?      |
| 1988    | Villa SC               | Uganda  | Premier League | ?     | ?      |
| 1989    | Villa SC               | Uganda  | Premier League | ?     | ?      |
| 1990    | Villa SC               | Uganda  | Premier League | ?     | ?      |
| 1991    | Villa SC               | Uganda  | Premier League | ?     | ?      |
| 1992    | Villa SC               | Uganda  | Premier League | ?     | ?      |
| 1992/93 | Stade Rennais          | Francja | Division 2     | 32    | 12     |
| 1993/94 | Stade Rennais          | Francja | Division 2     | 19    | 0      |
| 1994/95 | Bursaspor              | Turcja  | Süper Lig      | 34    | 9      |
| 1995/96 | Bursaspor              | Turcja  | Süper Lig      | 30    | 15     |
| 1996/97 | Bursaspor              | Turcja  | Süper Lig      | 13    | 7      |
| 1996/97 | Çanakkale Dardanelspor | Turcja  | Süper Lig      | 17    | 5      |
| 1997/98 | Çanakkale Dardanelspor | Turcja  | Süper Lig      | 33    | 15     |
| 1998/99 | Çanakkale Dardanelspor | Turcja  | Süper Lig      | 29    | 9      |
| 1999    | Villa SC               | Uganda  | Premier League | ?     | ?      |
| 2000    | Villa SC               | Uganda  | Premier League | ?     | ?      |
| 2001    | Villa SC               | Uganda  | Premier League | ?     | ?      |
| 2002    | Đà Nẵng FC             | Wietnam | V-League       | ?     | ?      |
| 2003    | Đà Nẵng FC             | Wietnam | V-League       | ?     | ?      |
| 2004    | Đà Nẵng FC             | Wietnam | V-League       | ?     | ?      |
| 2004    | Ggaba United           | Uganda  | Premier League | ?     | ?      |
| 2005    | Ggaba United           | Uganda  | Premier League | ?     | ?      |

## Kariera reprezentacyjna
W reprezentacji Ugandy Musisi zadebiutował w 1985 roku. Grał w niej do 2000 roku. W 1989 i 1990 roku wygrał z Ugandą Puchar CECAFA.